# Krzysztof Wroczyński
Krzysztof Wroczyński (ur. 27 lipca 1950 w Warszawie) – polski filozof, doktor habilitowany nauk filozoficznych, profesor Katolickiego Uniwersytetu Lubelskiego.

## Zainteresowania
- filozofia prawa,
- historia filozofii prawa,
- etyka,
- metafizyka

## Życiorys naukowy[1]
- 1967 – ukończył Liceum Ogólnokształcące im T. Czackiego
- studia na Wydziale Geografii i Nauk o Ziemi Uniwersytetu Warszawskiego
- 1973 – obrona pracy magisterskiej
- 1978 – studia na Wydziale Filozofii Chrześcijańskiej KUL
- 1989 – doktorat z zakresu praw człowieka pt. „Źródła obowiązywalności powszechnych praw człowieka”
- 1993 – stypendium naukowe w Belgii (Louvain-la-Neuve)
- Przygotowanie rozprawy habilitacyjnej na temat filozofii prawa Antonia Rosmini Serbati w kontekście jego koncepcji bytu i dyskusji w filozofią klasyczną (głównie starożytną i św. Tomaszem)
- 2009 – stopień naukowy doktora habilitowanego nauk humanistycznych w zakresie filozofii na podstawie pracy Prawo wobec moralności. Antonia Rosminiego koncepcja filozofii prawa[2]

Przebieg pracy zawodowej
- 1977–1979 – redaktor „Chrześcijanina w Świecie” z siedzibą w Warszawie
- pracownik naukowo-dydaktyczny przy Katedrze Metafizyki
- 1997 – wykładowca również w Akademii Teologii Katolickiej (obecnie Uniwersytet Kardynała Stefana Wyszyńskiego)

## Publikacje (wybrane)
- Philosophia christiana jako vera philosophia w ujęciu A. Rosminiego, „Człowiek w kulturze” nr 17, 2005, s.165–172.
- Krzysztof Wroczynski e Pawel Borkowski, Studi del Rosmini nella Polonia d'oggi, „Charitas” Bollettino Rosminiano Mensile. Domodossola, Maggio 2005.
- Michel Schooyans, Ukryte oblicze ONZ. Toruń 2002, [rec.], „Społeczeństwo” nr 5, Warszawa 2003, s.749–752.
- Uwagi o miejscu filozofii we współczesnej kulturze. „Społeczeństwo” nr 3–4, Warszawa 2003, s. 441–448.
- Walka o prawo. w: Przyszłość cywilizacji Zachodu. Lublin 2003, s. 167–174.
- Uwagi o przedtomaszowych definicjach prawa naturalnego. w: Wierność rzeczywistości. Księga pamiątkowa z okazji jubileuszu 50-lecia pracy naukowej na KUL o. prof. Mieczysława A. Krąpca. Polskie Towarzystwo Tomasza z Akwinu. Lublin 2001, s. 197–210.
- Po ratyfikacji Konkordatu. „Zarządzanie i edukacja” nr 13, Warszawa 1999, s. 159–168.
- O źródłach treści praw człowieka. „Człowiek w kulturze” nr 11, Lublin 1998, s.161–176.
- O realistyczną filozofię prawa. „Człowiek w kulturze” nr 9, Lublin 1997, s. 135–143.
- Źródła zagrożeń dla praw człowieka. „Człowiek w kulturze” nr 4–5, Lublin 1995, s.141–146.
- Demokratyczne państwo prawne. „Człowiek w kulturze” nr 3, Warszawa 1994, s. 151–160.
- Demokracja i sprawiedliwe prawo. „Chrześcijanin w świecie”, nr 2–3, Warszawa 1994.
- Naturalis ratio jako podstawa praw człowieka, „Filozofia” nr 1 (23) Lublin 1991.
- Droits de l'homme dans la perspective thomiste. Studi Tomistici, vol. 43, Atti del IX Congresso Tomistico Internazionale. Città del Vaticano 1991.
- Remarks on human rights and natural law, The Review of comparative Law, vol.2, Lublin 1988.